# Kreuzkirche (Múnic)
La Kreuzkirche (alemany: Kreuzkirche), també coneguda com a Allerheiligenkirche (alemany: Allerheiligenkirche) (literalment: Església de tots els sants) és una església cementiri de Múnic, a Baviera.
Fou bastida el 1478 per Jörg von Halsbach, i fou la primera església amb cementiri a la parròquia de Sant Pere. Antigament on hi ha l'església hi havia una cruïlla de quatre camins, i per això el sufix original am Kreuz ("a la cruïlla").
Té murs de maons sense adornar, voltes gòtiques i una bella torre de gran alçada. L'interior fou reconstruït a partir de 1620 en estil barroc, i els únics elements gòtics que van quedar foren la volta de la nau, fragments d'un fresc, i un crucifix de Hans Leinberger. Hi ha també l'Aparició de la Verge a St. Agustí (per Hans Rottenhammer) en estil manierista